# جيرمان بيريوس
جيرمان بيريوس (بالإنجليزية: German E. Berrios)‏ الحاصل على زمالة أكاديمية العلوم الطبية، هو بروفيسور في الطب النفسي في جامعة كامبريدج في المملكة المتحدة.

## النشأة
وُلد بيريوس في تاكنا، بيرو ودرس الطب والفلسفة في جامعة سان ماركوس الوطنية في ليما، بيرو. قرأ بيريوس في وقت لاحق في علم النفس والفلسفة في كلية كوربوس كريستي، جامعة أوكسفورد)، حيث كان يعمل باحثًا. استكمل بيريوس دراساته العليا في التاريخ وفلسفة العلوم في الجامعة نفسها تحت إشراف تشارلز وبستر (مؤرخ طبي)، وأليستير كاميرون كرومبي (مؤرخ العلوم)، وروم هاري (فيلسوف العلوم)؛ وتدرّب في ممارسة طب الأعصاب والطب النفسي في مستشفيات أكسفورد المتحدة.

## حياته المهنية
عمل بيريوس بين عامي 1973 و 1976 كمحاضر في الطب النفسي في جامعة ليدز حيث تدرّب في الاحصاءات الطبية تحت إشراف البروفيسور ماكس هاملتون وتلقى التحليل التعليمي من هاري غونتريب.
درس بيريوس منذ عام 1977في جامعة كامبريدج، بالمملكة المتحدة (أقسام الطب النفسي والتاريخ وفلسفة العلوم) حيث يشغل حاليًا منصب بروفيسور علم المعرفة للطب النفسي وهو استشاري طب النفس والأعصاب في مستشفى أدينبروك.
أصبح بيريوس زميلًا في كلية روبنسون، وزميل الكلية الملكية للأطباء النفسيين في المملكة المتحدة، وجمعية علم النفس البريطانية، وأكاديمية العلوم الطبية. في عام 1989، أسس (مع الراحل روي بورتر) المجلة الدولية تاريخ الطب النفسي، الذي لا يزال يعمل محررًا فيها.

## حياته الشخصية
تزوج بيريوس من دوريس ألفارادو كونتريراس (من مواليد نازكا، بيرو، عام 1942)؛ وأنجبا 4 أطفال: جيرمان أرنالدو (المتوفى)، فرانسيسكو خافيير (المتوفى)، كلاوديو فابريسيو (محلل الأعمال) وروبين ارنستو (الفيلسوف).

## أبحاثه
تركزت أبحاث بيريوس على المضاعفات النفسية للاضطراب العصبي[1] وتاريخ وبنية والسلوك المعرفي لعلم نفس الأمراض. تطورت أفكار بيريوس بشكل أكبر من قبل خريجي البلدان المتباعدة مثل أستراليا واليابان والبرازيل والهند وشيلي وكولومبيا والصين وإيطاليا وإسبانيا الذين التحقوا ب«كلية كامبريدج للعلم النفسي». يهتم بيريوس أيضًا بأخلاقيات البحث، حيث شغل خلال ال 18 سنة الماضية منصب رئيس لجنة أخلاقيات بحوث كامبريدج، كما عمل أستاذًا زائرًا في جامعات في هونغ كونغ وبرشلونة وليما وهايدلبرغ والقدس وكورنيل وأديلايد وشيلي والمكسيك وميديلين وما إلى ذلك.
نشر بيريوس 14 كتابًا وأكثر من 400 ورقة حول الجوانب السريرية والتاريخية والفلسفية للطب النفسي العصبي، وعلم النفس النفسي الوصفي، وتفسير الأعراض النفسية. حصل بيريوس على شهادات فخرية من جامعة هايدلبرغ وجامعة سان ماركوس الوطنية؛ وجامعة برشلونة المستقلة؛ جامعة بوينس آيرس (الأرجنتين)؛ والجامعة الوطنية في قرطبة (الأرجنتين)؛ وجامعة شيلي (شيلي).

## الجوائز
في عام 2006، تأسس منصب في علم الأمراض النفسية الوصفي يحمل اسمه في جامعة أنتيوكيا (ميدلين، كولومبيا).[1] حصل بيريوس في عام 2007 على وسام الشمس (فئة: الضابط الكبير) من قبل حكومة بيرو؛ وجائزة رامون كاجال في عام 2008 من قبل الرابطة العصبية النفسية الدولية.[1]
أصبح بيريوس في عام 2010 زميلًا فخريًا للكلية الملكية للأطباء النفسيين في المملكة المتحدة. وفي عام 2016 حصل على جائزة الإنجاز من لا سوسيداد إسبانيولا دي سيكوجيراتريا، ووسام أونوريو ديلغادو من المعهد الوطني للصحة العقلية - في هيديو نوغوتشي، بيرو.[1]